# Élections législatives de 1898 dans l'Ardèche
Les élections législatives de 1898 ont eu lieu les 8 et 22 mai 1898.

## Résultats à l'échelle du département
| Partis         | Partis                     | Premier tour | Premier tour | Sièges |
| Partis         | Partis                     | Voix         | %            | Sièges |
| -------------- | -------------------------- | ------------ | ------------ | ------ |
|                | Républicains progressistes | 41 542       | 48,69        | 4      |
|                | Ralliés                    | 19 843       | 23,26        | 0      |
|                | Républicains radicaux      | 15 391       | 18,04        | 0      |
|                | Radicaux socialistes       | 8 536        | 10,01        | 1      |
|                |                            |              |              |        |
| Inscrits       | Inscrits                   | 113 455      | 100,00       | 5      |
| Votants        | Votants                    | 86 418       | 76,17        |        |
| Abstentions    | Abstentions                | 27 037       | 23,83        |        |
| Blancs et nuls | Blancs et nuls             | 1 106        | 0,97         |        |
| Exprimés       | Exprimés                   | 85 312       | 75,19        |        |

## Résultats par arrondissement

### Arrondissement de Largentière
|                | Jean Odilon-Barrot | Républicain progressiste | 11 448 | 50,51  |  |  |
|                | Duclaux-Monteil    | Rallié                   | 11 216 | 49,49  |  |  |
|                |                    |                          |        |        |  |  |
| Inscrits       | Inscrits           | Inscrits                 | 30 457 | 100,00 |  |  |
| Votants        | Votants            | Votants                  | 22 895 | 75,17  |  |  |
| Abstention     | Abstention         | Abstention               | 7 562  | 24,83  |  |  |
| Blancs et nuls | Blancs et nuls     | Blancs et nuls           | 231    | 0,76   |  |  |
| Exprimés       | Exprimés           | Exprimés                 | 22 664 | 74,41  |  |  |

### Arrondissement de Privas

#### 1ère circonscription
|                | Jean Isaac Perrin | Républicain progressiste | 7 136  | 60,88  |  |  |
|                | Nicolas           | Républicain radical      | 4 585  | 39,12  |  |  |
|                |                   |                          |        |        |  |  |
| Inscrits       | Inscrits          | Inscrits                 | 16 817 | 100,00 |  |  |
| Votants        | Votants           | Votants                  | 12 011 | 71,42  |  |  |
| Abstention     | Abstention        | Abstention               | 4 806  | 28,58  |  |  |
| Blancs et nuls | Blancs et nuls    | Blancs et nuls           | 290    | 1,72   |  |  |
| Exprimés       | Exprimés          | Exprimés                 | 11 721 | 69,70  |  |  |

#### 2ecirconscription
|                | Placide Astier | Radical socialiste       | 8 536  | 54,06  |  |  |
|                | Meunier        | Républicain radical      | 3 263  | 20,66  |  |  |
|                | Chalamet       | Républicain progressiste | 3 082  | 19,52  |  |  |
|                | Chabert        | Républicain progressiste | 910    | 5,76   |  |  |
|                |                |                          |        |        |  |  |
| Inscrits       | Inscrits       | Inscrits                 | 21 969 | 100,00 |  |  |
| Votants        | Votants        | Votants                  | 16 036 | 72,99  |  |  |
| Abstention     | Abstention     | Abstention               | 5 933  | 27,01  |  |  |
| Blancs et nuls | Blancs et nuls | Blancs et nuls           | 245    | 1,12   |  |  |
| Exprimés       | Exprimés       | Exprimés                 | 15 791 | 71,88  |  |  |

### Arrondissement de Tournon

#### 1ère circonscription
|                | Marc Sauzet        | Républicain progressiste | 9 878  | 53,38  |  |  |
|                | De Gailhard-Bancel | Rallié                   | 8 627  | 46,62  |  |  |
|                |                    |                          |        |        |  |  |
| Inscrits       | Inscrits           | Inscrits                 | 23 102 | 100,00 |  |  |
| Votants        | Votants            | Votants                  | 18 616 | 80,58  |  |  |
| Abstention     | Abstention         | Abstention               | 4 486  | 19,42  |  |  |
| Blancs et nuls | Blancs et nuls     | Blancs et nuls           | 111    | 0,48   |  |  |
| Exprimés       | Exprimés           | Exprimés                 | 18 505 | 80,10  |  |  |

#### 2ecirconscription
|                | Jules Roche    | Républicain progressiste | 9 088  | 54,64  |  |  |
|                | Albert Leroy   | Républicain radical      | 7 543  | 45,36  |  |  |
|                |                |                          |        |        |  |  |
| Inscrits       | Inscrits       | Inscrits                 | 21 110 | 100,00 |  |  |
| Votants        | Votants        | Votants                  | 16 860 | 79,87  |  |  |
| Abstention     | Abstention     | Abstention               | 4 250  | 20,13  |  |  |
| Blancs et nuls | Blancs et nuls | Blancs et nuls           | 229    | 1,08   |  |  |
| Exprimés       | Exprimés       | Exprimés                 | 16 631 | 78,78  |  |  |